# 邵賢
邵賢（1446年—？），字用之，直隸常州府宜興縣人，民籍。明朝政治人物。進士出身。

## 生平
成化四年（1468年）戊子科應天府鄉試第十一名舉人。成化八年（1472年）壬辰科會試第四十六名，殿試登進士第二甲第一名。

## 家族
曾祖父邵餘慶。祖父邵德。父亲邵貞。